# Мартель, Эдуард Альфред
Эдуард Альфред Мартель (фр. Édouard-Alfred Martel) (1859 — 1938) — французский учёный, географ, картограф, основоположник спелеологии.

## Биография
Мартель родился в семье юристов. Обучался в лицее Кондорсе в Париже. С детства увлекался географией и естественными науками. В 1877 году победил в национальном конкурсе Concours général. С огромным увлечением читал книги Жюля Верна.
Впервые побывал в пещере (Grottes de Gargas) в 1866 году на отдыхе с родителями в Пиренеях. Во время других поездок посещает Германию, Австрию, Италию. В 1886 году, отслужив в армии и получив диплом адвоката, начинает работать в Коммерческом суде департамента Сена. Всё своё свободное время Мартель проводит в путешествиях по Франции.

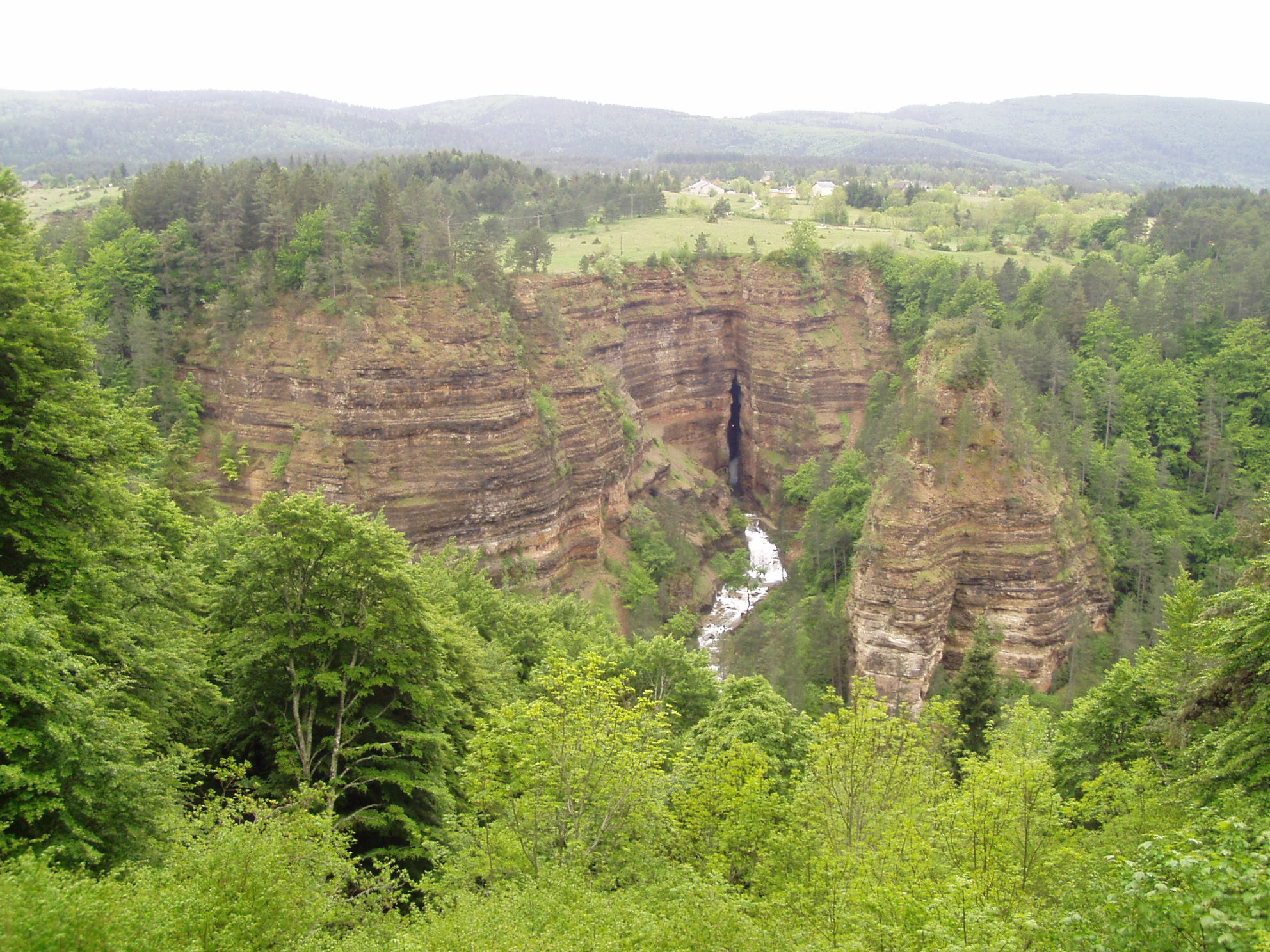
Панорама пропасти Bramabiau. Здесь родилась спелеология.

В 1884 году Мартель обнаруживает гигантский провал Bramabiau, на дне которого из скалы вытекает река, а в июне 1888 он с несколькими спутниками совершает сквозное прохождение пещеры протяжённостью 440 м и перепадом высот 90 м, от места поглощения воды до появления её на дне пропасти Brambiau. Этот исторический траверс можно считать рождением спелеологии.
В 1889 году Мартель опубликовал сборник наблюдений «Les Cévennes», в котором описал красоты горного хребта Севенны. Также он исследовал пещеру Падиракская пропасть (фр.), которая представляет собой крупный провал глубиной 100 м вблизи коммуны Рокамадур. На дне провала Мартель и его двоюродный брат обнаружили подземную реку, по которой сплавились на каноэ и исследовали 2 км новых галерей.
В июле 1890 года Мартель женился на Алин де Лоне, сестре Луи де Лоне, профессоре геологии, впоследствии ставшем членом Академии наук. Знакомство с Луи де Лоне помогло Мартелю публиковать свои работы в журнале «La Nature», причём оба они позже последовательно будут работать главным редактором этого издания.
В 1894 году выходит из печати книга «Les Abîmes» (фр. Бездна), в которой Мартель описывает всевозможные чудеса подземного мира, которые он обнаружил за 6 экспедиций 1888—1893 годов. В книге он не просто описывает свои достижения, но закладывает фундамент для новой науки, всесторонне изучающей пещеры, а значит сочетающей в себе гидрологию, геологию, минералогию, метеорологию, топографию. Для новой области знаний Мартель использует название «спелеология», предложенное в 1890 году Э. Ривьером, но получившее всеобщее признание лишь после выступления Мартеля на XII Конгрессе французской ассоциации поддержки научных исследований.

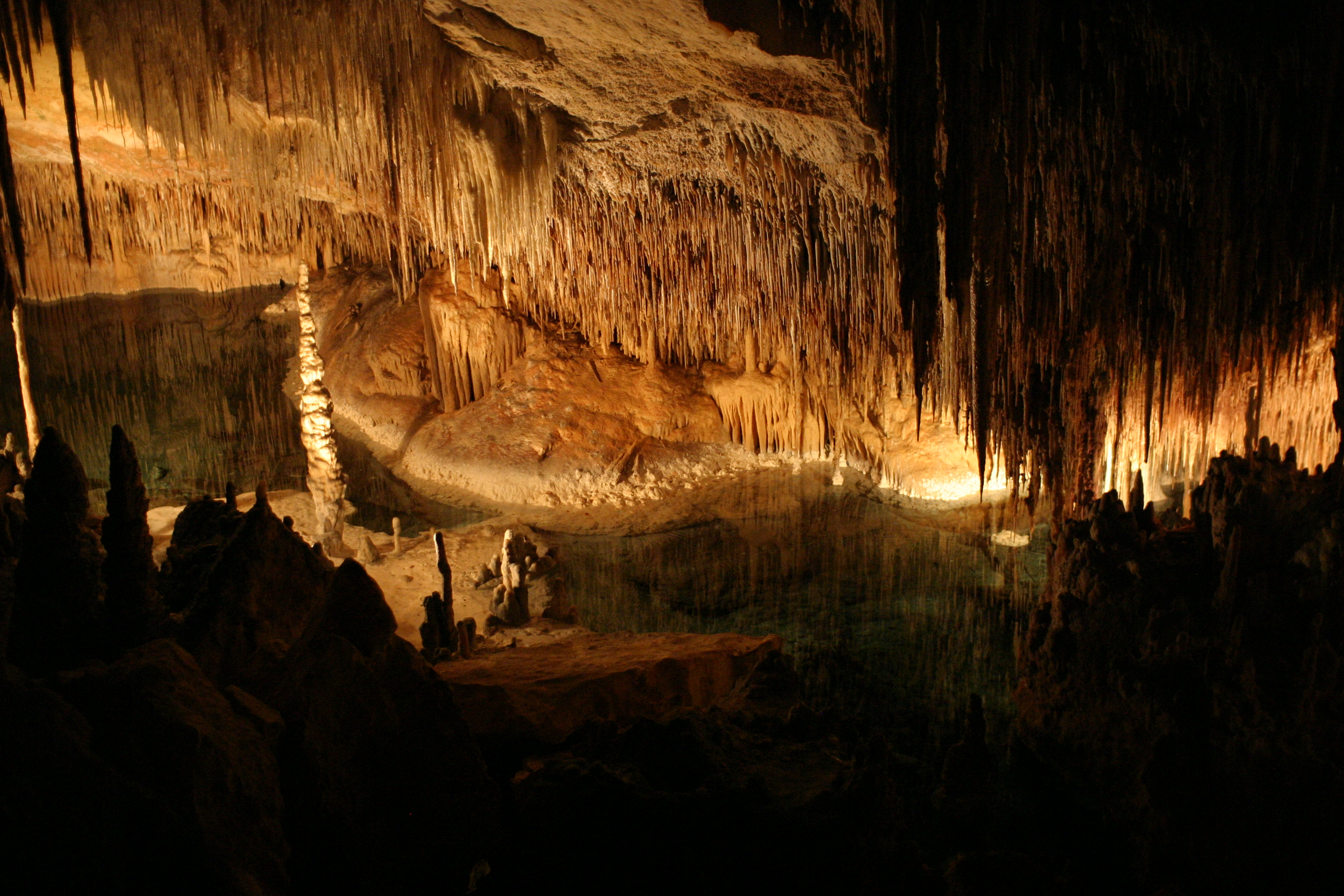
Внутреннее убранство пещеры Драк, исследованной Мартелем

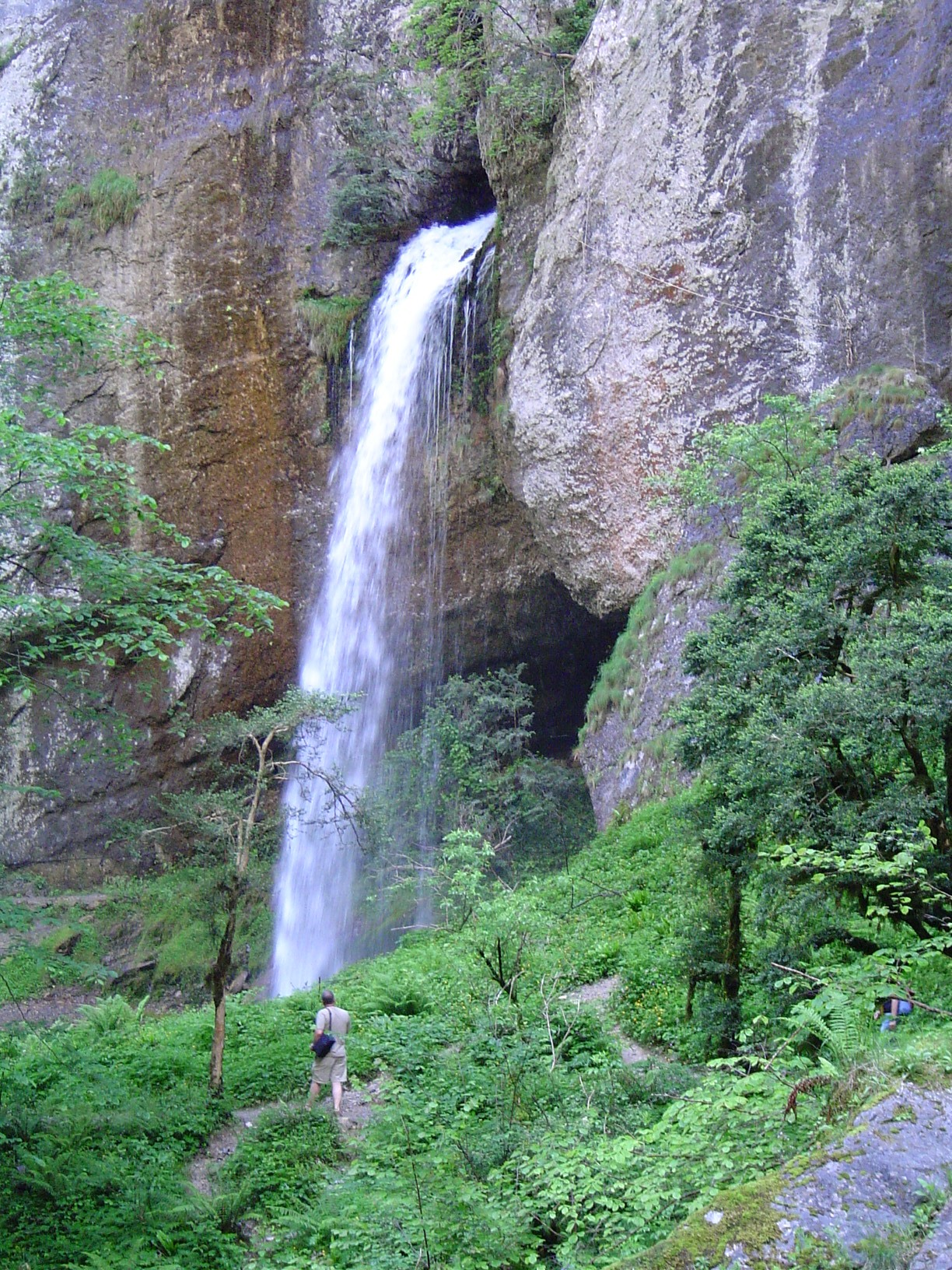
Пещера-источник в каньоне Kakouetta

В 1895 году проводятся экспедиции в Ирландию и Англию. Мартель первым спускается на дно обводнённого 105-метрового колодца пещеры Gaping Gill в Йоркшире. В том же году Мартель основывает международное общество Société de Spéléologie, а также начинает выпускать первый в мире спелеологический журнал «Spelunca».
В 1896 году по приглашению австрийского эрцгерцога Людвига Сальватора, двоюродного брата императора Франца-Иосифа, Мартель посещает Балеарские острова. На острове Майорка ему удалось открыть крупнейшее в мире подземное озеро, названное позже озером Мартеля, в пещере Драк. Озеро имеет длину 1150 м при ширине 30 м.
Мартель активно исследует пещеры, сосредоточившись, в основном на карстовом массиве Causses. Другие районы его исследований — Савойя, Юра, Прованс и Пиренеи. Кроме того он путешествует по Европе, в частности исследует пещеры одной из длиннейших подземных рек Требишницы в Хорватии, Черногории, Боснии и Герцеговине, которая течёт под землёй на протяжении 90 км.
В 1899 году Мартель окончательно бросает свою профессиональную юридическую деятельность, чтобы посвятить себя научным исследованиям. В 1905 году он изучает карстовый каньон Grand Canyon du Verdon на реке Вердон в Альпах, а в 1906 году обследует каньон Gorges de Kakouetta в Пиренеях.
С 1905 по 1909 годы Мартель работает главным редактором журнала «La Nature». Затем ведёт активную деятельность в географическом обществе, и становится его президентом.
В 1912 году в течение трёх дней посещает Мамонтову пещеру в штате Кентукки. Он предсказывает существование подземной реки, соединяющей пещеры Мамонтову и Флинт-Ридж. Эта река действительно была открыта, спустя несколько десятилетий, и две огромные пещеры соединились в длиннейшую на сегодня пещеру мира.
В 1925 году Мартель проводит раскопки пещеры Рукадур, которую он лишь поверхностно обследовал в 1890 году. Он обнаружил свидетельства эпохи неолита, но не смог обнаружить богатую пещерную живопись, которую открыли уже более поздние исследователи.

## Снаряжение в пещерах
Мартель был одним из первых, кто использовал для исследования пещер специальное снаряжение. Это верёвки, лестницы, шесты, резиновые лодки, кошки, ледорубы, шахтёрские фонари, буссоли, компасы, термометры, барометры, фотоаппараты и даже телефоны! Он опубликовал методические работы, рекомендации по топосъёмке пещер (1892), измерениям температуры воды и воздуха (1894), фотографированию (1905), гидрологическим измерениям (1908), опытам с окрашиванием водного потока флюоресцеином (1913, 1922).

## Защита подземных вод
Мартель в своих работах показал, что захоронение туш скота в карстовых провалах способно заразить бактериями воду в источниках в радиусе нескольких километров. В 1902 году на основании этих исследований был принят закон, запрещающий устраивать скотомогильники в пещерах.

## Мартель на Кавказе
По приглашению российского правительства побывал на Черноморском побережье Крыма и Кавказа в 1903 году. В Сочи Эдуард Мартель занимался исследованием перспектив водоснабжения города. 28 (15) сентября 1903 года открыл Ахштырскую пещеру.

## Награды
- Гран-при Академии наук в области физики в 1907 году.
- Офицер Ордена Почётного легиона, 1909.
- Командор Ордена Почётного легиона, 1927.

## Память
Именем Мартеля названо много пещер по всему миру, например, Gouffre Martel во Франции, пещера Мартеля в Крыму и пещера Мартеля на Кавказе (массив Арабика), а также огромное число гротов и галерей в пещерах мира, например Галерея Мартеля, в Мамонтовой пещере, США.

## Публикации
Мартель написал большое количество книг, а общее число публикаций превышает 1000. Основные работы:

### Книги[6]
- Les Cévennes, Paris: Delagrave, 1890, 400 с. (12 изданий)
- Les Abîmes, Paris: Delagrave, 1894, ISBN 2-7348-0533-2, 580 с. (10 изданий)
- Le massif de la Bernina (in collaboration with Lorria, A.), Zürich: Orell, 1895, 200 с.
- Irlande et cavernes anglaises, Paris: Delagrave, 1897, 400 с.
- Le Trayas et L'Estérel, Paris: Delagrave, 1899, 80 с.
- La Spéléologie, Paris: Carre et Naud, 1900, 125 с.
- Le gouffre et la rivière souterraine de Padirac, Paris: Delagrave, 1901, 180 с.
- La Photographie souterraine, Paris: Gauthier-Villars, 1903, 70 с.
- La spéléologie aux XXe siècle, Paris: Hermann, 1905, 810 с.
- Le sol et l'eau – Traité d'hygiène (in collaboration with de Launay, Ogier and Bonjean), Paris: Baillere, 1906, 486 с.
- L'évolution souterraine, Paris: Flammarion, 1908, 388 с.
- La Côte d'azur russe: Riviera du Caucase, Paris: Delagrave, 1909, 423 с.
- Les cavernes et les rivières souterraines de la Belgique (Van den Broeck, E, Martel, E.-A. and Rahir, Ed.), Bruxelles: Lamertin, 1910, (2 vol.) 1800 с.
- Explications sur Mammoth Cave, 1914
- Nouveau Traité des eaux souterraines, Paris: Doin, 1921, 840 с.
- Les causses et gorges du Tarn, Millau: Artieres et Maury, 1926, 512 с.
- L'Aven Armand, Millau: Artieres et Maury, 1927, 48 с.
- La France ignorée (2 vol.), Paris: Delagrave, 1928-1930{{citation}}:  Википедия:Обслуживание CS1 (формат даты) (ссылка), 600 с.
- Les Grands Causses (Les Causses majeurs), Millau: Artières et Maury, 1936, 510 с.

### Статьи
- Le Cañon du Tarn, Annuaire du Club Alpin Français, 1883
- Le Causse Noir et Montpellier-le-Vieux, Annuaire du Club Alpin Français, 1884
- Sous Terre (8e campagne) Marble Arch, Irlande et Gaping Ghyll, Angleterre, Annuaire du Club Alpin Français, 22: 1–39, 1885
- Sous Terre, Annuaire du Club Alpin Français, 1888
- Sur la température des cavernes, Comptes rendus de l'Académie des sciences, 118: 615–617, 1894
- Sur le gouffre de Gaping-Ghyll (Angleterre), Comptes rendus de l'Académie des sciences, 122: 51–53, 1896
- Sur quelques anomalies de la température des sources, Comptes rendus de l'Académie des sciences, 122: 97–99, 1896
- Sur des observations d'hiver dans les cavernes des Causses (Padirac, etc.), Comptes rendus de l'Académie des sciences, 122: 903–905, 1896
- Sur les siphons des sources et des rivières souterraines, Comptes rendus de l'Académie des sciences, 122: 1147–1150, 1896
- Sur la Cueva del Drach (Grotte du Dragon) dans l'île Majorque, Comptes rendus de l'Académie des sciences, 124: 1385–1388, 1897
- Sur l'hydrographie souterraine et les chouruns du Dévoluy (Hautes-Alpes), Comptes rendus de l'Académie des sciences, 124: 1170–1173, 1897
- Sur la contamination de la source de Sauve (Gard), Comptes rendus de l'Académie des sciences, 125: 897–900, 1897
- Martel, É.-A.; Viré, A. (1897), Sur l'aven Armand (Lozère) (profondeur 207 m), Comptes rendus de l'Académie des sciences, 125: 622–625
- British Caves and Speleology, The Geographical Journal, X (5): 500–511, 1897
- Spelunca, 74, Paris {{citation}}: |title= пропущен или пуст (справка)